# アサヒシューズ
アサヒシューズ株式会社は、日本の靴メーカー。本社は福岡県久留米市。ゴム・タイヤメーカーのブリヂストンの源流でもある。

## 概要
ムーンスター（旧・月星化成）、アキレス等と並んで、ゴム靴メーカーとして知られている。国内では数少ないVP製法（直接加硫圧着式製法）の靴底製造を行える会社でもある。久留米市ではムーンスター、ブリヂストンとあわせて「ゴム三社」と呼ばれている。
1998年3月に経営破綻し、東京地方裁判所に会社更生法適用を申請するが、東京地裁では倒産案件が膨大で迅速な受理が望めなかった。そのため久留米市に本社を再移転し、福岡地方裁判所に会社更生法適用を改めて申請。この年は株式会社創立80周年にあたるが、記念行事は取りやめを余儀なくされた。当時操業中だった製造子会社6社のうち、アサヒゴム加工及び西南旭の2社はその後生産を再開したが、北海道アサヒを含む4社は自己破産し清算に至った（後述）。これらを含め、関連企業や取引先等の倒産は全国で52社に及んだ。同時期、ベルマーク運動の協賛を撤退した。2001年に更生計画が認可され、再建にあたっては取引先の三井物産やサンリオなど15社から出資等の支援が行われた。また、かつて関連会社だったブリヂストンからも、久留米市内の工場での人員受入れ等の形で協力が行われた。
2016年12月には弁済を終え、2017年3月、福岡地裁から会社更生手続の終結決定を受けた。
1988年6月のCI採用により日本ゴム株式会社から株式会社アサヒコーポレーションに改称するが、企業イメージを明確にするため、2017年4月にアサヒシューズ株式会社へと再改称した。

## 沿革
- 1892年 - 石橋徳次郎が久留米市おこん川町（現・久留米市日吉町5-51その他）において仕立物業「志まや」を創業。足袋の製造を始める。
- 1914年 - 商標として長年使われる、太陽（朝日）を背に波を打つマークが採用される。このマークは、アサヒビールの初代シンボルマーク（社章）と少し似ている。その後、アサヒビールは波の位置をシンボルマークの下側に変更した。
- 1918年6月 - 会社に改組し日本足袋株式会社を設立。二代目石橋徳次郎が社長、その弟の正二郎が専務取締役にそれぞれ就任。
- 1922年 - 貼り付け式足袋（地下足袋）発売。おこん川町（現・日吉町）の創業の地を、第一銀行（のちのみずほ銀行）その他に売却し久留米市洗町（現在地）へ完全移転。

- 1927年 - 九州医学専門学校設立にあたって、旭町に所有していた社宅用地の敷地の一部や校舎、設備等の寄贈を行う。
- 1930年 - タイヤ部により純国産タイヤ第1号が生まれる。
- 1931年 - タイヤ部門を分社化し、ブリッヂストンタイヤ株式会社（のちのブリヂストン）を設立（純国内資本であるタイヤ製造業の嚆矢）。
- 1937年4月 - 日本ゴム株式会社に商号変更。
- 1947年
  - 7月 - 本社を東京都港区へ移転。
  - 10月 - 輸出再開。
  - 二代目石橋徳次郎保有の日本タイヤ（ブリッヂストンタイヤから1942年に社名変更）株式と石橋正二郎保有の日本ゴム株式を交換し、両社間の資本・経営関係を分離[7]。財閥解体による株券差し押さえを免れる。
  - 12月 - 石橋正二郎が代表取締役を辞任。
- 1948年
  - 1月 - 慶応義塾大学教授永田清が代表取締役に就任。
  - 3月 - 退職金制度を確立。
- 1950年
  - 11月 - 九州支店を福岡市中央区天神サンビルに移転。
  - 12月 - レッド・パージにより62名の従業員が解雇される。
- 1951年
  - 6月 - 本社を現在の東京都千代田区内幸町二丁目1番4号（現在同地には中日新聞東京本社・東京新聞がある）へ移転。
  - 9月 - 民間放送による宣伝を開始。ラジオ東京（のちのTBSラジオ）の朝のメロディ等の提供を行う。
- 1952年
  - 3月 - 九州支店を福岡工場（現在の福岡市博多区美野島四丁目1番62号）内に移転。
  - 10月 - IBMパンチカードシステム導入。
- 1953年
  - 6月28日 - 筑後川の氾濫により久留米地方大水害（昭和28年西日本水害）。久留米工場約15日間生産不能となる。
  - 7月 - 久留米 - 福岡 - 東京間にテレタイプ導入。
- 1954年
  - 7月 - 大阪支店にテレタイプ導入。
  - 10月 - 福岡工場を閉鎖。本社を東京都中央区京橋のブリヂストンビル内に移転。
  - 12月 - 永田清が代表取締役を辞任。
- 1955年1月 - 取締役副社長石橋進一、代表取締役に就任。
- 1956年
  - 1月 - 福岡工場を九州松下電器株式会社（のちのパナソニック システムネットワークス）に売却。
  - 4月 - 埼玉県北足立郡吹上町（現・鴻巣市）にアサヒゴム株式会社を設立。
  - 9月 - 久留米工場がJIS工場に指定される。
- 1957年12月 - 大阪府堺市の秋山ゴム株式会社と提携。場所は現・ホテル・アゴーラ リージェンシー堺の敷地。
- 1958年8月 - 二代目石橋徳次郎名誉会長死去。東京青山葬儀所にて社葬。（葬儀委員長は石橋正二郎）。
- 1959年
  - 3月 - 石橋義雄、三代目石橋徳次郎を襲名。
  - 6月 - 石橋進一が代表取締役を辞任し、取締役会長に就任。 三代目石橋徳次郎、代表取締役に就任。
- 1960年5月 - 仙台支店開設、日本全国に販売網が整備される。
- 1961年
  - 1月 - 田中寿、副社長に就任。
  - 5月 - 仙台支店新社屋竣工（現在の宮城県仙台市青葉区本町2-2-5、のちのアサヒコーポレーション東北営業部の社屋）。
- 1964年4月 - 三代目石橋徳次郎、代表取締役を辞任。石橋進一、代表取締役に就任。
- 1966年10月 - 革靴の生産を開始。「APシューズ」。
- 1967年2月 - 三代目石橋徳次郎が取締役会長に就任。
- 1968年6月 - 日本ゴム株式会社創立50周年。久留米商工会館屋上にゴム3社（日本ゴム、ブリヂストン、月星ゴム〈のちのムーンスター〉）の回転式ネオン塔を設置。

- 1970年4月 - 石橋進一、代表取締役を辞任し、取締役会長に就任。三代目石橋徳次郎、代表取締役に就任。
- 1973年3月 - 北海道、北陸地区への総ゴム靴、革靴供給のため北海道アサヒ株式会社設立。
- 1977年6月 - ナイキブルーリボン社と提携。
- 1980年 - この年から1996年までグッドデザイン賞を16年連続受賞。
- 1988年6月6日 - 株式会社創立70周年。CI採用により株式会社アサヒコーポレーションに商号変更。
- 1990年11月 - 取締役名誉会長の石橋進一死去。
- 1994年5月 - 三代目石橋徳次郎、藍綬褒章を受章。
- 1995年3月 - 三代目石橋徳次郎は代表取締役会長に就任。三枝恒夫、代表取締役社長に就任。「夫婦共にアサヒコーポレーションの従業員である場合は、どちらか一方が二年間の休職」などの措置を実行する。その後、三代目石橋徳次郎が再び代表取締役社長就任。三枝恒夫は副社長となる。

- 1998年3月 - 経営破綻。保全管理人が選出される。本社を福岡県久留米市に戻す。
- 1999年12月 - 製品配送体制の効率化のため取引先への製品直接配送を開始。佐賀県鳥栖市に物流拠点「村田配送センター」を設置[10]。
- 2000年 - 新製品「快歩主義」シリーズを開発。
- 2001年3月 - 小ロットの製品受注に対応するため、刃型の不要な水圧式裁断設備を導入[11]。更生計画が認可される[6]。
- 2003年 - 物流拠点を東京都と久留米市に集約。
- 2006年 - 新製品「アサヒメディカルウォーク」シリーズを発売。
- 2016年 -福岡県との『社会貢献に関する包括提携協定』締結。「アサヒ」ブランド立上げ。2016年福岡デザインアワードにて「アサヒメディカルウォーク WKL003、WKM002」が優秀賞受賞。
- 2017年
  - 3月30日 - 会社更生手続の終結決定[8]。
  - 4月1日 - アサヒシューズ株式会社に商号変更[9]。

## 主な商品名
- ブルックス (BROOKS) 既にライセンス契約を終了している。
- クーガー (Cougar)
- クーガー・バイオターボ（Cougar Bio Turbo。ジャッキー・チェンがCMを担当）
- クーガー・バイオターボII（Cougar Bio Turbo。同じくジャッキー・チェンがCMを担当）
- アサヒメディカルウォーク
- ケンコウクン
- 快歩主義
- 通勤快足
- ブリヂストンブランドのスニーカーシューズ
- 各アニメ・特撮キャラのキャラクターシューズ
  - スーパー戦隊シリーズ（星獣戦隊ギンガマンの初期3月29日まで）
  - サンリオシリーズ（ハローキティ･シナモロール･ウサハナ・スヌーピーなど）
  - ポケットモンスター
  - NHKのテレビアニメ（未来少年コナン・アニメーション紀行 マルコ・ポーロの冒険・アニメ三銃士・青いブリンク・ふしぎの海のナディア・アニメひみつの花園・ヤダモン・モンタナ・ジョーンズ）
  - かつては、オバケのQ太郎・美少女戦士セーラームーン・カードキャプターさくら・神風怪盗ジャンヌ・GEAR戦士電童・ビックリマン・新ビックリマン・まじかる☆タルるートくん・スーパービックリマン・GS美神・ドラゴンボールZ・電光超人グリッドマン・超電動ロボ 鉄人28号FX・忍ペンまん丸など数多くのキャラクターのシューズも発売されていた。

なお、ポケットモンスターやハローキティのシューズの売れ行きによって、会社更生が助けられたとも報じられたことがある。

## 関連会社
- アサヒゴム加工[12] - 福岡県朝倉市

部材・製品の加工・製造
- アサヒ通運[13] - 佐賀県鳥栖市

出荷製品等の配送・輸送

### 過去の関連会社
- 西南旭[4] - 熊本県山鹿市

部材・製品の加工・製造
2019年までに閉鎖となった。
- アサヒ再生ゴム[14] - 佐賀県三養基郡みやき町

ゴムタイヤリサイクル、再生ゴム・粉末ゴム製造
2022年6月23日をもって田中藍ホールディングス株式会社の完全子会社となった。
- アサヒシューズ工業[4] - 福岡県山田市

部材・製品の加工・製造
1998年の経営破綻に関連して同年に自己破産・清算。工場はその後1999年にアサヒゴム加工山田工場として再開。
- 朝日縫製[4] - 福岡県八女市

部材・製品の加工・製造
1998年の経営破綻に関連して同年に自己破産・清算。
- 筑紫旭加工[4] - 佐賀県多久市

部材・製品の加工・製造
1998年の経営破綻に関連して同年に自己破産・清算。
- 北海道アサヒ[4][5] - 北海道芦別市

部材・製品の加工・製造
1998年の経営破綻に関連して同年に自己破産・清算。保有した2工場のうち1工場はグループの製造子会社中唯一のゴム長靴一貫生産工場だった。